# 韩崑
韩崑（1982年10月16日—），中甲足球運動員，司職守門員，現已退役。

## 职业生涯
1998年正式进入陕西国力足球俱乐部一线队，1999年转会至云南红塔足球俱乐部，1999年6月经过云南红塔足球俱乐部的挑选，作为青年队的一员被送往巴西圣保罗足球俱乐部进行为期3年的培训，2001年随队返回国内并正式进入云南红塔。
2003年转会至上海衡源足球俱乐部（现更名为 南昌衡源足球俱乐部）
2004年-2008年 效力于江苏舜天
2009年转会至天津松江
2010年因伤退役

### 青少年队
1989年进入辽宁省大连市青泥小学足球队
1991年进入辽宁省大连市东北路小学足球队
1993年返回辽宁省大连市青泥小学足球队
辽宁省大连市少年队
1997年加入陕西国力足球俱乐部青年队

### 俱乐部
1997年 陕西国力足球俱乐部青年队
1998年 陕西国力足球俱乐部一线队
1999年 云南红塔足球俱乐部青年队
1999年-2001年 巴西
2001年 云南红塔足球俱乐部
2003年 上海衡源足球俱乐部
2004年-2008年江苏舜天足球俱乐部
2009年 天津松江足球俱乐部